# Клан Сетон

Герб вождів клану Сетон.

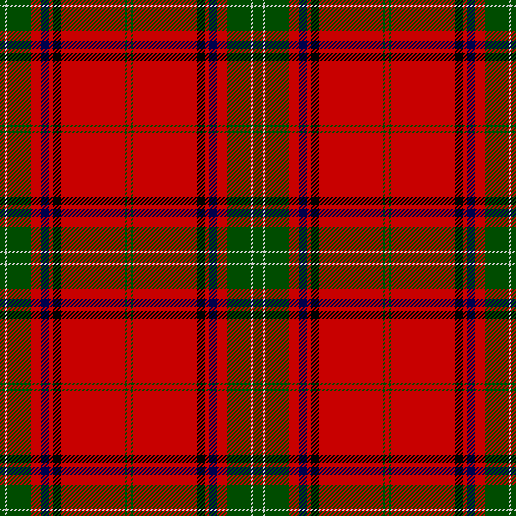
Тартан клану Сетон.

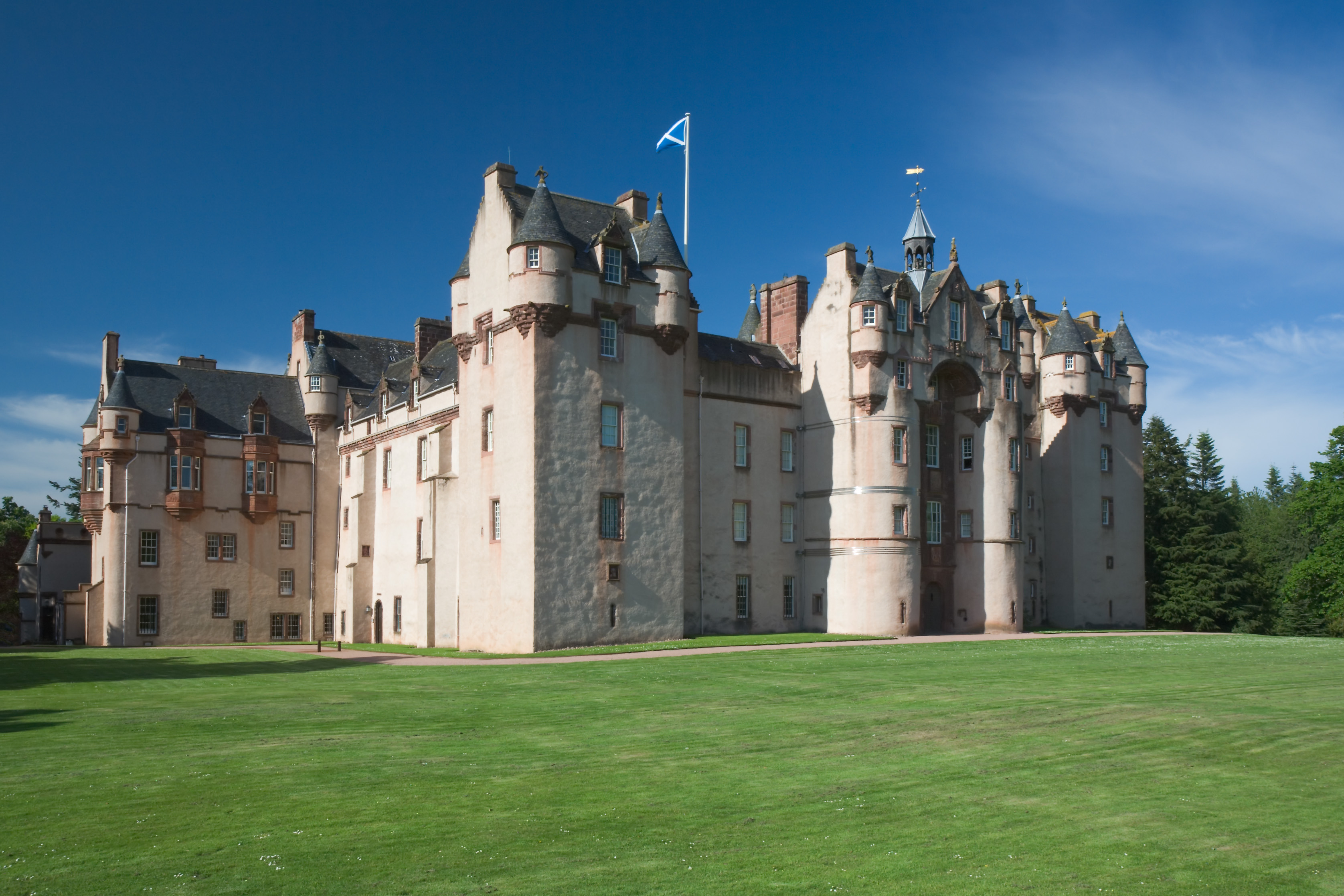
Замок Файві.

Клан Сетон (шотл. — Clan Seton) — один з кланів рівнинної частини Шотландії — Ловлендс. На сьогодні клан Сетон не має визнаного герольдами Шотландії вождя, тому називається в Шотландії «кланом зброєносців».
Гасло клану: Небезпечно, все одно вперед.
Символ клану: гілка тису
Історична резиденція вождів клану: Замок Сетон
Останній вождь клану: Джордж Сетон — V граф Вінтон

## Історія клану Сетон

### Походження клану Сетон
Вважається, що походження назви клану Сетон і вождів клану Сетон норманське. Вважається, що назва клану походить від назви села Сай в Нормандії. Є версія, що лицар, що володів цим селом брав участь у поході Вільгельма Завойовника в Англію і таким чином потрапив на Британські острови. Потім його нащадок Олександр де Сетон супроводжував майбутнього короля Шотландії Девіда І і оселився в Шотландії. Його ім'я згадується в королівській хартії. Вважається, що предки вождів клану Сетон осіли в Шотландії в 1150 році.

### XIV століття— Війна за незалежність Шотландії
Вождь клану Сетон — сер Крістофер Сетон (пом. у 1306 році) одружився з сестрою Роберта Брюса — майбутнього короля незалежної Шотландії. Він був вірним союзником Роберта Брюса в його боротьбі за незалежність Шотландії, був присутній на коронації Роберта Брюса в Сконе — давній столиці шотландських королів у 1306 році. У клані Сетон є історичний переказ про те, що вождь клану Сетон врятував життя короля Роберта Брюса під час битви під Мехвен в червні 1306 року. Сетон потрапив у полон під час битви з англійською армією короля Едуарда І Довгоногого, його привезли в Лондон і стратили з неймовірною жорстокістю — дикою навіть для жорстоких часів середньовіччя. У 1320 році сер Олександр Сетон, що був, імовірно, братом сера Крістофера Сетона підписав Декларацію Аброат про незалежність Шотландії. Сер Александр Сетон став пізніше губернатором Бервіка і був на цій посаді в 1327—1333 роках, доки місто не було захоплене Англією. Англійські загарбники схопили сина вождя клану Сетон, тримали його як заручника, а потім повісили. Сер Александр Сетон мав ще двох синів і обидва вони загинули в боротьбі за свободу Шотландії — один під час морського бою з англійським флотом, другий у бою з військом Едварда Баліоля. Дочка сера Александра Сетона — Маргарет вийшла заміж за Алана де Вінтауна, що прийняв прізвище Сетон і таким чином став людиною клану Сетон. Їх син отримав титул лорда Сетона.

### XV—XVI століття
Вільям Сетон — І лорд Сетон був присутній на коронації короля Шотландії Роберта II. Один з синів лорда Сетона одружився з Елізабет Ґордон і став предком графів і маркізів Гантлі — вождів клану Ґордон. Александр Ґордон — І граф Гантлі при народженні мав ім'я Александр Сетон, але взяв прізвище своєї матері.
Джордж Сетон — V лорд Сетон був фаворитом короля Шотландії Джеймса IV і загинув, захищаючи короля під час битви під Флодден. Клан Сетон був прибічником королеви Шотландії Марії Стюарт, і в 1557 році Джордж Сетон — VII лорд Сетон був присутній на весіллі дофіна Веннойса. Лорд Сетон потім став Таємним радником королеви, і близьким другом королеви. Лорд Сетон допоміг королеві втекти в ніч вбивства її секретаря Річчі, спочатку в замок Сетон, а потім в Східний Лотіан, потім в замок Данбар. Коли чоловік королеви — Генрі Стюарт, лорд Дарнлі був вбитий, вона знову втекла під захист клану Сетон, в замок Сетон. У цьому замку був укладений шлюбний контракт з Джеймсом Гепберном — IV графом Босуелл. У 1568 році королева Марія Стюарт була заарештована і кинута за ґрати в замок Лох-Левен. Тоді лорд Сетон зробив спробу звільнити королеву з двома сотнями уланів і допоміг королеві втекти. Після того, як армія королеви була розбита в битві під Лангсайд у 1568 році, лорд Сетон втік до Фландрії, де він намагався стати військовим найманцем. Два роки по тому він повернувся до Шотландії і був одним із суддів на судовому процесі графа Мортона, що його звинуватили у співучасті в убивстві Дарнлі. Спадкоємцем лорда Сетона став його другий син — Роберт Сетон. Він отримав титул графа Вінтона від короля Шотландії Джеймса VI в 1600 році.

### XVII— XVIII століття
Брат графа Вінтона — Александр Сетон отримав титул лорда та посаду голови Верховного Суду, потім отримав посаду канцлера Шотландії. У 1606 році Александр Сетон отримав титул графа Данфермліна.
Клан Сетон належав до переконаних якобітів. Джеймс Сетон — IV граф Данфермлін втратив свої титули за підтримку Джона Грема — І віконта Данді в 1689 році. Пізніше Джордж Сетон — V граф Вінтон підтримав повстання якобітів у 1715 році і внаслідок цього теж втратив свої титули.
Вождь іншої гілки клану — Сетон Аберкорн отримав титул баронета Нової Шотландії в 1663 році. Сер Александр Сетон — І баронет Сетон отримав посаду судді Верховного суду Шотландії в 1677 році і титул баронета Нової Шотландії в 1684 році.

## Увічнення клану Сетон
На честь клану Сетон був названий порт Сетон, соборна церква Сетон, замок Сетон — всі вони знаходяться на узбережжі на південь від Единбурга. Титул графа перейшов до кілки Сетон Гарлетон, а потім до гілки Сетон Броад.

## Замки клану Сетон
- Замок Сетон — відомий також як Сетон-гауз — резиденція вождів клану Сетон.
- Замок Файві
- Замок Вінтон-гауз
- Замок Аберкон